# Панасенко, Олег Михайлович
Олег Михайлович Панасенко (род. 29 января 1956 года) — советский и российский учёный-биофизик, специалист в области медицинской биофизики и физико-химической медицины, член-корреспондент РАН (2022).

## Биография
Родился 29 января 1956 года в г. Глазове Удмуртской АССР.
В 1978 году — окончил кафедру химической кинетики химического факультета МГУ, в 1981 году — аспирантуру этой же кафедры и защитил кандидатскую диссертацию, тема: «Модификация эритроцитарной мембраны пестицидами» (руководитель — академик АН СССР Эмануэль Н. М.).
В 1998 году — защитил докторскую диссертацию, тема: «Гипохлорит и окислительная модификация липопротеинов крови человека».
С 1985 года — работает в НИИ физико-химической медицины (с 2015 года — ФГБУ ФНКЦ физико-химической медицины им. Ю. М. Лопухина ФМБА России), с 1999 года — руководит лабораторией физико-химических методов исследования и анализа, а с 2015 года — отделом биофизики ФГБУ ФНКЦ ФХМ им. Ю. М. Лопухина ФМБА России, за время работы неоднократно проходил стажировку за рубежом: 1993—1995; 1997—1998; 2000; 2002 годы — Institute of Medical Physics and Biophysics, University of Leipzig (Германия); 1996—1997 годы — Institute of Physiological Chemistry 1, University of Duesseldorf (Германия).
В 1992 году — присвоено учёное звание старший научный сотрудник, а в 2006 году — профессора.
В 2022 году — избран членом-корреспондентом РАН от Отделения медицинских наук.

## Научная деятельность
Специалист в области медицинской биофизики и физико-химической медицины.
Ведет исследование в области выяснения механизмов повреждения компонентов крови и сосудистой стенки активированными фагоцитами в условиях окислительного/галогенирующего стресса и воспаления.
Направления исследований:
- механизмы развития и регуляции окислительного/галогенирующего стресса;
- регуляция активности важнейшего фермента лейкоцитов — миелопероксидазы с целью выявления механизмов направленного синтеза гипогалоидных кислот в очагах воспаления и уменьшения их повреждающего действия в здоровых тканях;
- роль миелопероксидазы в модификации липопротеинов крови и развитии атеросклероза;
- галогенированные липиды, белки и липопротеины — модуляторы клеточной активности и воспаления;
- модуляция функций клеток крови при связывании миелопероксидазы с их плазматической мембраной в условиях развития окислительного/галогенирующего стресса и воспаления.

Автор более 250 научных статей в отечественных и зарубежных изданиях и 13 патентов и изобретений.
Под его руководством подготовлено 6 кандидатов и 1 доктор наук.

## Награды
- Премия Правительства Российской Федерации в области науки и техники (в составе группы, за 1995 год) — за разработку и внедрение электрохимических методов детоксикации в медицине[1]
- Обладатель международной стипендии Гумбольдского фонда (Бонн, Германия, 1993)
- Почётная грамота Министерства Здравоохранения Российской Федерации (2014)
- Почётная грамота Правительства Москвы (2018)
- Медаль имени академика Ю. М. Лопухина «за вклад в развитие фундаментальной медицины» (2024 г.).